# 伐諾伊焰熔法
伐諾伊焰熔法（Verneuil process），又稱為火焰合成法，是由法國化學家奧古斯德·維多·路易·伐諾伊所發明史上第一種取得商業成功的合成寶石製造法。伐諾伊焰熔法最主要是用來生產紅寶石、藍寶石之類的剛玉，但也可以生產仿鑽金紅石和鈦酸鍶。伐諾伊焰熔法的原理主要是將研磨後的初始原料粉末以氫氧混合氣熔化，再使熔融液滴結晶為胚晶。整個製程可說是現代晶體成長科技的礎石，至今仍被廣泛地使用。

## 歷史

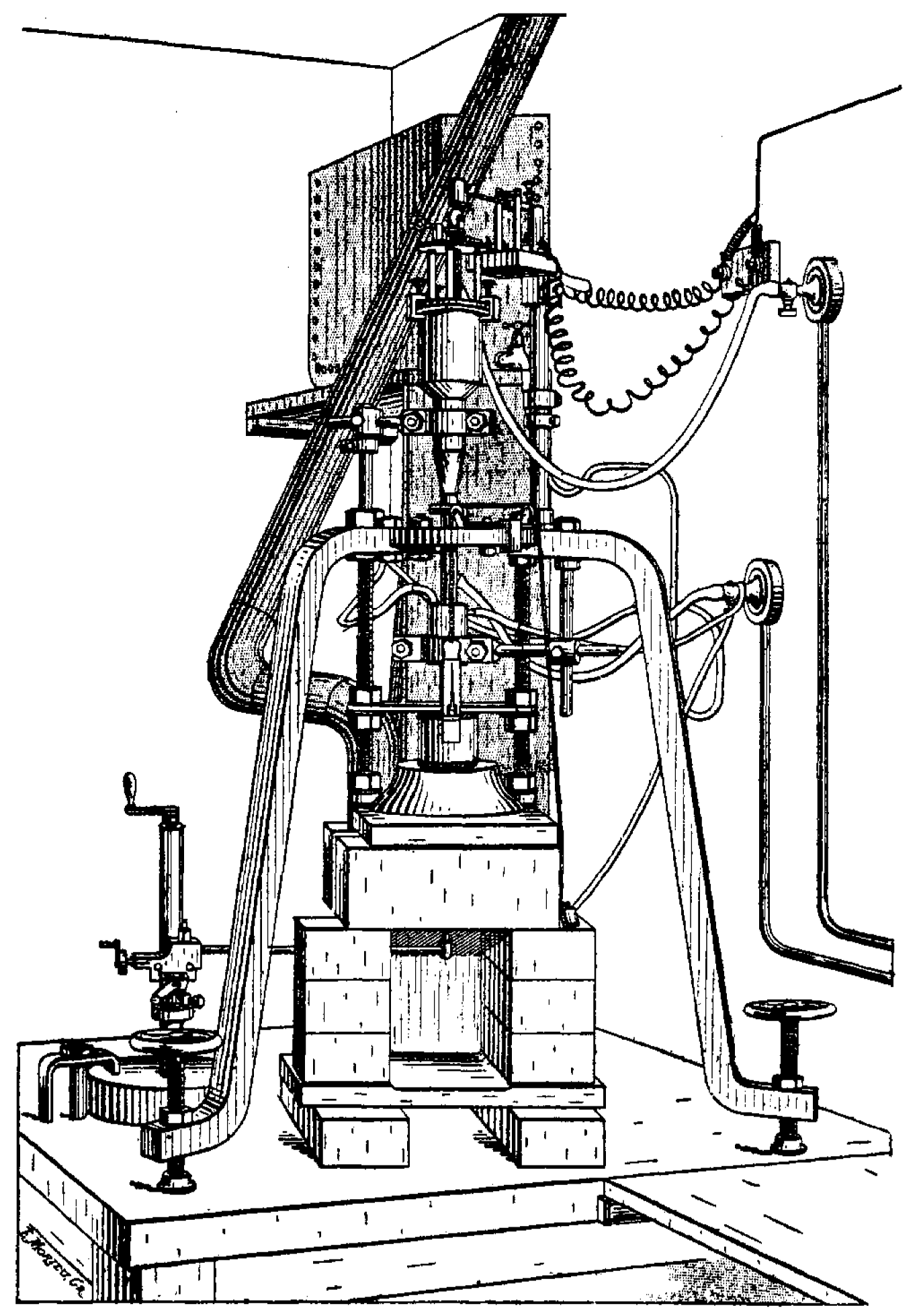
早期伐諾伊用來合成紅寶石的加熱爐草圖

早從古代，合成宗教儀式用的樞要寶石就是煉金術師的聖杯。十九世紀時，人類合成紅寶石的夢想總算成真。1817年開始有能力以兩顆較小的紅寶石熔在一起產生一顆較大的紅寶石。1837年開始能在實驗室裡以氧化鋁製備極為細小的紅寶石晶體。1877年埃德蒙·弗雷米設計出用氧化鋁熔融浴有效商業製造紅寶石的方法，造出第一顆寶石等級的合成寶石。伐諾伊本來也跟弗雷米合作開發上述方法，但不久後拆夥將目光轉向火焰合成法。
1880年伐諾伊從一位不知名的日內瓦商人處得到靈感，使伐諾伊的開發進度提前20年。日內瓦商人以火焰合成紅寶石。經過仔細檢測這些日內瓦紅寶石之後，伐諾伊得到研磨到很細的氧化鋁可以再結晶成大寶石的結論。有了這項靈感，加以當時氫氧混合氣剛被發明，而且合成紅寶石的需求正水漲船高，雜揉上述種種，伐諾伊設計出伐諾伊加熱爐。只要把氧化鋁、氧化鉻等原料餵入伐諾伊加熱爐，爐心超過2,000 °C（3,630 °F）的烈焰就會將原料熔掉，使液滴原料在火焰下的支撐棒處再結晶，形成大型晶體(紅寶石)。伐諾伊也在1902年發表他的開發成果，並於1904年公開製程細節。
1910年，伐諾伊的實驗室擴張到有30座爐子，光1907年年產量就有1,000（2,200磅）的寶石。1912年，年產量來到3,200（7,100磅），到了20世紀末葉1980有200,000（440,000磅），2000年達到250,000（550,000磅）。1932年蘇聯的S. K. Popov對伐諾伊焰熔法進行改良，並使蘇聯接下來的20年能自行生產高品質藍寶石。二戰期間，美國為了滿足軍用需求的紅寶石，而且歐洲來源又被戰事截斷，所以也自己開設了很多寶石生產設施。
伐諾伊焰熔法主要是設計來生產紅寶石。但伐諾伊焰熔法也可以生產別種寶石，包括藍寶石(原來原料中的氧化鉻改成氧化鐵)、星光藍寶石(原來原料中的氧化鉻改成二氧化鈦，延長加熱時間讓針狀金紅石得以在胚晶裏成長)。1947年聯合碳化物旗下的林德空氣產品部門率先採用伐諾伊焰熔法生產星光藍寶石，直到1974年因海外競爭才終止生產。
除了一些製程細節有被陸續改良，伐諾伊焰熔法百年來大致沒變。至今伐諾伊焰熔法在合成剛玉或尖晶石類的寶石依然獨占鰲頭，蔚為主流。1917年柴氏拉晶法曾挑戰過伐諾伊焰熔法的地位，柴氏拉晶法生產的產品通常更精密，而且在半導體領域有諸多運用。但寶石業和半導體業不同的需求終使兩種晶體成長方法各擁一片江山。其他值得一提的替代方案大約都在二十世紀中葉出現，1957年貝爾實驗室的水熱合成法、1958年Carroll Chatham的助熔劑法(高溫熔體溶液法)。1989年ICT寶石公司的Larry P Kelley也開發了一種用天然紅寶石當原料的柴氏拉晶法變奏製程。

## 製程

伐諾伊焰熔法的簡化示意圖

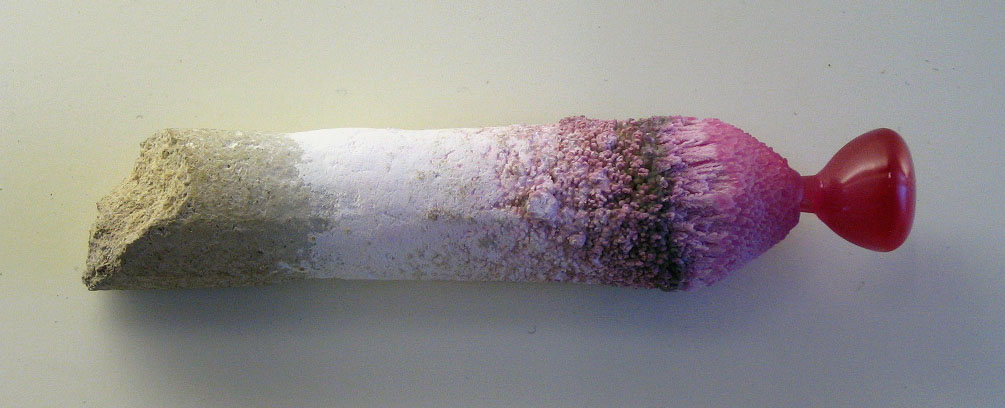
伐諾伊焰熔法製造出來紅寶石，寶石還黏在支撐棒上

成功合成寶石的一個先決條件是要有夠純的原料，純度至少要有99.9995%。若欲合成紅寶石或藍寶石，則氧化鋁是主材料。通常會設法降低鈉含量，因為鈉雜質會害寶石混濁不明。按所需的寶石顏色，可酌加少量不同氧化物雜質。生產紅寶石加氧化鉻，生產藍寶石加氧化鐵或氧化鈦。次要者如若要金紅石就加二氧化鈦，若要鈦酸鍶就加草酸鈦。其它一些低價值的晶體也可混入起始原料。
首先將起始原料磨成細粉，加入伐諾伊加熱爐上方的容器。容器震動之後，原料粉往加熱爐底部流動，此時將氧氣通入加熱爐，氧氣與原料粉一起從窄管向下流動。窄管外包覆著寬管，寬管裡通有氫氣。在窄管對寬管的開口處，燃燒開始進行，在爐心產生2,000 °C（3,630 °F）高溫。當原料粉通過火焰的瞬間，原料粉被熔成一滴一滴的熔融液，滴落在下方的支撐棒處。這些熔融液滴逐漸在支撐棒處形成一燒結錐，燒結錐的頂端因接近爐心高溫而維持液相。接著，晶種在燒結錐頂端緩緩形成。隨著愈來愈多熔融液滴落在燒結錐頂端，單晶胚晶開始形成，此時緩緩將支撐棒下移，使椎體底部得以凝固(但錐體頂端仍維持液相)。晶胚漸呈錐筒狀，底部直徑短而頂部直徑長，但頂部達某最大直徑後直徑維持恆定。隨著原料粉繼續加入、支撐棒繼續下移，胚晶拉長成圓柱體。一旦胚晶從加熱爐拿出來冷卻，須沿垂直軸剖開晶胚釋放內部應力，否則整個晶體很容易進行垂直解理。
伐諾伊整理出一些成長良好寶石的條件。其一，火燄溫度剛好可以熔化原料就好，不宜過高。其二，熔融原料應保持在氫氧焰中同樣位置。其三，盡可能減少熔融物與支撐棒的接觸面積。伐諾伊焰熔法平均商業生產胚晶的直徑為13 mm（0.51英寸），高介於25至50 mm（0.98至1.97英寸）之間，重約125克拉（25.0克）。伐諾伊焰熔法也可以使用特定結晶取向的晶種來製造該結晶取向的晶胚。
伐諾伊焰熔法生產的晶體不管物理性質還是化學性質都跟天然寶石大同小異，需要對兩者放大檢視才得以區分。其中一種判別方式是伐諾伊焰熔法生產的合成寶石，因為錐筒胚晶在溫度梯度中向上成長，會帶有彎曲的晶體成長線(彎曲條紋)，而天然寶石的等位線則多為平行線。另一種判別方式是從晶體裡的雜質下手，伐諾伊焰熔法生產的合成寶石因為製程中通氧氣，所以雜質多為細小氣泡，而天然寶石的雜質則多為固態雜質。